# スリーソサエティーズディスティラリー
スリーソサエティーズディスティラリー（韓国語: 쓰리소사이어티스 증류소、英語: Three societies distillery）は、韓国の南楊州市にあるウイスキーの蒸留所である。シングルモルトウイスキーの蒸留所として韓国で初めて設立され、「キウォン」のブランド名でウイスキーを製造している。

## 歴史
スリーソサエティーズディスティラリーはブライアン・ドゥによって2018年に設立された。ブライアン・ドゥは韓国系アメリカ人であり、1997年に韓国に移住、テレビのアナウンサーやエデルマン、マイクロソフト等のキャリアを経て、2014年に韓国でThe Hand and Malt Brewing Companyを創業してクラフトビール業界に参入した。同社を創業から4年後の2018年にアンハイザー・ブッシュ・インベブに売却し、その資金で2018年からスリーソサエティーズディスティラリーの設立に着手した。氏はシンガポールで生活していた頃にウイスキーに傾倒しており、創業以前からウイスキーづくりへの興味はあったという。マスターディスティラーとしてシーバスリーガル、ベン・ネヴィス蒸溜所、スペイサイド蒸留所での勤務を経験したアンドリュー・シャンドを招聘し、同年12月には蒸留所の基礎工事が完了、2020年6月15日に初めての蒸留が行われた。
2021年1月にはジンの銘柄「ジュンウォン」を発売した。2021年9月には初のウイスキー製品となる「キウォン タイガーエディション」を発売した。製品名の「キウォン」（KI・ONE）は韓国語で「創生」「期待」を意味し、韓国初のシングルモルトウイスキーを世界に広めていく意気込みの表現であるという。発売本数は1,506本であり、蒸留所で初めての蒸留が行われた日(15/06)にちなんでいる。なお、熟成年数はわずか13ヶ月であるが、韓国の酒税法では1年以上のオーク樽熟成を経ていればウイスキーの定義に該当する。

## 製造
年間生産能力は25万リットルである。基本的な生産方式はスコッチ・ウイスキーと同様であり、各工程に時間をかけることをポリシーとしている。スコッチ・ウイスキーを踏襲した原酒のほかにもジンやライ・ウイスキー、コーン・ウイスキーを製造しているほか、韓国の法規制の緩さを活かして実験的なウイスキーづくりも行っており、熟成樽に果実やスパイスを混ぜるなどの試みを行っている。また、韓国にはウイスキーの蒸留所が少ないため原酒交換は難しく、そのため複数種類の原酒を作り分けている。
スパイシーな風味のある原酒づくりを志向しており、ブライアン・ドゥは目指すべきニューメイクの香味を「例えば韓国料理の牛肉スープみたいに、スパイスの絶妙なバランスを目指さなければなりません」と韓国料理に喩えている。また、スコッチ・ウイスキーの蒸留所の中では古いグレンリベット蒸留所の香味構成をイメージしており、オールドボトルにみられるというスパイス要素と果実感のハーモニーに韓国らしさを盛り込むことを目標としている。

### 製麦
原料となる大麦はクリスプ社から仕入れたスコットランド製で、モルトミルはアメリカ製を採用している。麦芽の多くはウイスキー用のものであるが、一部にビール用のものを使用している。麦芽の使用量は1回あたり2トンである。

### 仕込み・発酵
マッシュタン（糖化槽）はドイツ製のものが1基あり、糖化工程は2時間である。
発酵槽（ウォッシュバック）はステンレス製のものが4基あり、発酵温度は高めの37 – 38度に設定しており、発酵時間も120時間と長めである。この温度帯での発酵を行うようになったのは偶然で、たまたま発酵槽の冷却器が故障した際に「ファンキーなフレーバーが出てきたので続けてみた」ためであるという。酵母の一部には韓国産のものを使用している。蒸留所周辺の夏の気温は平均35度と高いため発酵に影響が出ることがあり、夏季には冷却装置で温度を抑えることもある。

### 蒸留
ポットスチルはフォーサイス社製の容量5,000リットルのものを使用している。蒸留の時間を長めに取ることで還流を促している。また、カットポイントは70度と、一般的なスコッチウイスキーの63.5 – 66度よりも高めであり、フルーティな香味が引き立つ点と香りが長持ちする点がその理由であるという。

### 熟成・瓶詰め
カットポイントは70度であるが、韓国の消防法の規制のため60度未満で樽詰めを行う。樽の多くはバーボン樽（45％）とアメリカン・バージンオーク樽（35％）が使われているが、オロロソもしくはペドロヒメネスのシェリー樽、マデイラワイン樽、ポートワイン樽、フレンチオーク樽、ポップンジャ樽なども使われている。熟成庫は2024年5月時点でラック式のものが4棟あり、1棟あたり1000樽ほどを熟成している。
蒸留所が位置する南楊州市は夏には気温40度、冬にはマイナス20度という極端な寒暖差のある地域であり、この寒暖差を活かした熟成が特徴である。特に夏の暑さのために天使の分け前が年間6％と多く、アンドリュー・シャンドは同市での1年熟成はイギリスでの5年に匹敵すると述べている。また、アンドリュー・シャンドは台湾のカバラン蒸留所は冬の気温が15度程度までしか下がらない点を指摘し、極端に気温が下がる南楊州市で熟成したウイスキーは「本当にユニークな要素を体得できるのです。さまざまなフレーバーが、まるで樽香に浸かり込んでいくような印象。今まで一度も経験したことのない境地」だと述べている。